# Tomokazu Seki

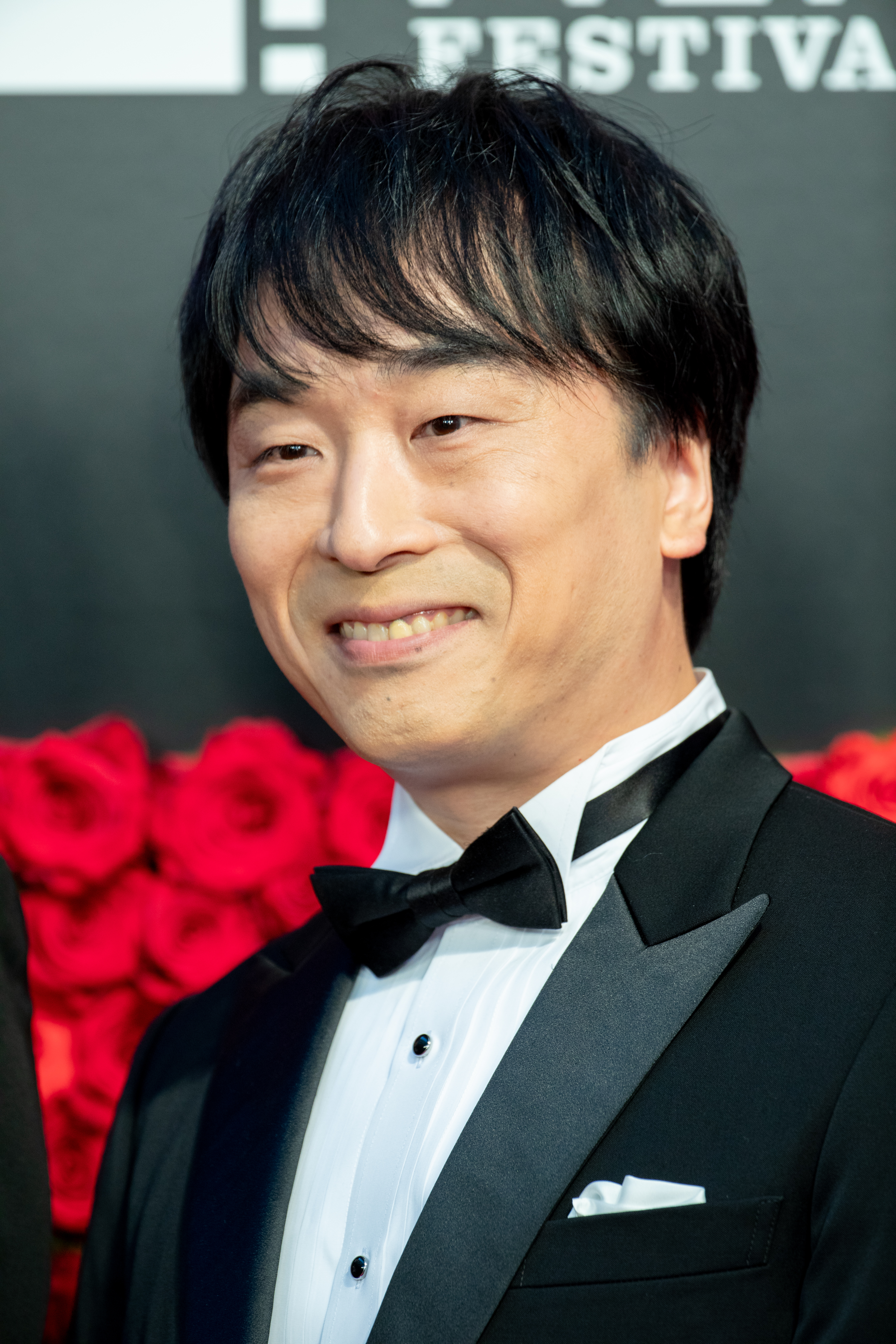
Tomokazu Seki

Tomokazu Seki (jap. 関 智一, Seki Tomokazu; * 8. September 1972 in Kōtō, Tokio) ist ein japanischer Synchronsprecher (Seiyū) und Schauspieler. Er gehört der Agentur Atomic Monkey an. Aufgrund seiner Vielseitigkeit wird Seki für eine große Bandbreite von Rollen besetzt.
Zu seinen Rollen zählen beispielsweise Van Fanel aus The Vision of Escaflowne und Kyō Sōma aus Fruits Basket. Weitere bekannte Rollen umfassen zum Beispiel Yzak Joule aus Gundam Seed, Tōya Kinomoto aus Cardcaptor Sakura, Domon Kasshu aus Mobile Fighter G Gundam und Ken Hidaka aus Weiß Kreuz. Daneben synchronisiert Seki auch Figuren aus Videospielen wie zum Beispiel Namco × Capcom.

## Biografie
Tomokazu Seki ist Absolvent der Katsuta Seiyū Schule in Tokio, die auch Toshiyuki Morikawa und Katsuyuki Konishi besucht haben. Neben seiner Karriere als Seiyū ist er auch auf der Bühne aktiv. Er ist Leiter der Schauspieltruppe Herohero Q Company (ヘロヘロQカムパニー) und bildet zusammen mit Kappei Yamaguchi und Wataru Takagi die Drei-Mann-Schauspielgruppe Sannin no Kai (さんにんのかい).

## Filmografie (Auswahl)
| 1995 - Fushigi Yuugi (Chichiri) - Neon Genesis Evangelion (Tōji Suzuhara) 1996 - Elf o karu Mono-tachi (Jumpei Ryūzōji) 1998 - Weiß Kreuz (Ken Hidaka) 1999 - Great Teacher Onizuka (Kunio Murai) - Oruchuban Ebichu (Nichtsnutz) 2000 - Gravitation (Shūichi Shindō) - Vandread (Bart Garsus) 2001 - Angelic Layer (Masaharu Ogata) - Fruits Basket (Kyō Sōma) - RAVE (Haru) 2002 - Chobits (Hiromu Shimbo) - Full Metal Panic! (Sōsuke Sagara) - Kanon (2002) (Jun Kitagawa) - Tokyo Underground (Rumina Asagi) 2003 - Gungrave (Brandon Heat) 2004 - Gankutsuō (Marquis Andrea Cavalcanti / Benedette) - Genshiken (Sōichirō Tanaka) - Harukanaru Toki no Naka de Hachiyō Shō (Tenma Morimura) - Mai-HiME (Yūichi Tate) - Pretty Cure (Mepple) - Tenjo Tenge (Masataka Takayanagi) 2005 - One Piece (Rob Lucci) 2006 - Kanon (2006) (Jun Kitagawa) - Nana (Nobuo „Nobu“ Terashima) - Saiunkoku Monogatari (Ryūki Shi) | 2007 - Mononoke (Genyōsai Yanagi) - Nodame Cantabile (Shin’ichi Chiaki) 2008 - Blade of the Immortal (Manji) - Kimi ga Aruji de Shitsuji ga Ore de (Ren Uesugi) - Telepathy Shōjo Ran (Rin Isozaki) - Top Secret – The Revelation (Tsuyoshi Maki) 2009 - Sōten Kōro (Liu Bei) 2010 - Giant Killing (Takeshi Tatsumi) - Harukanaru Toki no Naka de 3: Owari Naki Unmei (Minamoto no Kurōyoshitsune) - Nodame Cantabile: Finale (Shin’ichi Chiaki) - Harukanaru Toki no Naka de 3: Owarinaki Unmei (Minamoto no Yoshitsune) 2011 - Steins;Gate (Hashida Itaru) - Fate/Zero (Archer) - Beelzebub (Hidetora Tōjō) - Persona 4: The Animation (Kanji Tatsumi) - Mirai Nikki (Marco Ikusaba) 2015 - Saint Seiya – Soul of Gold (Andreas Lise) 2016 - Joker Game (Leutnant Sakuma) - Nambaka (Hajime Sugoroku) 2017 - Clean Freak! Aoyama kun (Kaoru Zaizen) - Abbitte (Robbie Turner (James McAvoy)) - Die Chroniken von Narnia: Der König von Narnia (2005) (Herr Tumnus) - Dogtown Boys (Jay Adams) - Flags of Our Fathers (Rene Gagnon) - Hannah Montana - High School Musical (Chad Danforth) - Lebe lieber ungewöhnlich (Robert Lewis (Ewan McGregor)) - My Sassy Girl (Gyeon-woo) |